# Влагалищно преддверие
Влагалищното преддверие (на латински: vestibulum vaginae) е елипсовидно, плитко пространство между малките срамни устни, около 4,3 см. На дъното на преддверието се намира входът на влагалището, в който се разполага хименът (девствената ципа).
В преддверието на влагалището между клитора и химена се отваря външният отвор на пикочния канал (ostium urethrae externum).
Повърхността е покрита с плосък епител и обикновено винаги е леко влажна поради наличието на изводни каналчета на малките жлези на преддверието (glandulae vestibulares minores). В рамките на влагалищното преддверие кожата преминава в лигавица.